# Harean
Harean is een bestuurslaag in het regentschap Tapanuli Selatan van de provincie Noord-Sumatra, Indonesië. Harean telt 696 inwoners (volkstelling 2010).